# Згорњи Лог
Згорњи Лог (словен. Zgornji Log) је насељено место у општини Литија, Засавска регија, Словенија.

## Историја
До територијалне реорганизације у Словенији био је у саставу старе општине Литија.

## Становништво
У попису становништва из 2011. године, Згорњи Лог је имао 148 становника.
| Број становника према пописима | Број становника према пописима | Број становника према пописима |
| ------------------------------ | ------------------------------ | ------------------------------ |
| 1991                           | 2002                           | 2011                           |
| 112                            | 135                            | 148                            |

Напомена: До 1995. исказивано под именом Горењи Лог.